# روث زاکاریان
روث زاکاریان (ارمنی: Ռութ Զաքարյան؛ انگلیسی: Ruth Zakarian؛ زادهٔ ۶ فوریهٔ ۱۹۶۶) بازیگر، مدل و ملکه زیبایی ارمنی-آمریکایی است.
روث زاکاریان در دوران دانشجویی خود با بازی در تئاتر و فیلم‌های کوتاه آغاز به کار کرد. وی پس از آن در بسیاری از سریال‌های تلویزیونی مشهور ایالات متحده آمریکا بازی کرده است، از جمله سریال‌های "بیگ بنگ تئوری" (The Big Bang Theory)، "دکترهو" (Doctor Who) و "کلوزر" (Closer). همچنین او به عنوان مدل نیز فعالیت داشته و در تبلیغات بسیاری از برندهای معروف شرکت کرده است.

## کسب عنوان ملکه زیبایی نوجوان ایالات متحده آمریکا
وی برای اولین بار برنده اولین مسابقه ملکه زیبایی نوجوان ایالات متحده آمریکا بود، این مسابقه در سال ۱۹۸۳ در لیک لند، فلوریدا برگزار شد. زاکاریان در ملکه زیبایی ۱۹۸۳ که در لیکلند، فلوریدا برگزار شد برنده اولین مسابقه «ملکه زیبایی نوجوان ایالات متحده آمریکا» شد.

## پس از کسب عنوان خانم نوجوان ایالات متحده آمریکا
زاکاریان بعداً به عنوان بازیگر با نام هنری دوون پیرس کار کرد. برجسته‌ترین نقش او در نقش «دایان وستین» در مجموعه تلویزیونی عامه‌پسند جوان و بی‌قرار بود. او همچنین در مجموعه تلویزیونی سانتا باربارا در نقش ایزابلا کاستیلو ظاهر شد. زاکاریان هم اکنون در ماساچوست زندگی می‌کند. وی یک دختر به نام فیابا زاکاریان دارد که در دانشگاه لویولا مری مونت در رشته روانشناسی و اقتصاد تحصیل کرده‌است.